# آرنست
آرنست (به سوئدی: Örnäset) یک منطقهٔ مسکونی در سوئد است که در نوربوتن واقع شده است. آرنست در سال ۲۰۱۰ دارای ۳٬۰۳۳ نفر جمعیت بود.